# Pavle Ninkov
Pavle Ninkov (serbisch-kyrillisch Павле Нинков; * 20. April 1985 in Belgrad, SFR Jugoslawien) ist ein serbischer Fußballspieler, der beim FK Zemun auf der Position des Abwehrspielers unter Vertrag steht.
Ninkov debütierte am 6. Februar 2008 im Freundschaftsspiel gegen Mazedonien für die serbische Fußballnationalmannschaft. Der damalige Trainer Miroslav Đukić berief ihn darüber hinaus in die olympische Auswahl Serbiens für die Sommerspiele 2008 in Peking.